# Gentil Cardoso
Gentil Alves Cardoso (Recife, 5 de julho de 1906 — Rio de Janeiro, 8 de setembro de 1970), foi um treinador de futebol brasileiro.
É uma das figuras mais folclóricas do esporte. Gentil Cardoso era torcedor e foi técnico do Bonsucesso. 
Cardoso treinou todas as grandes equipes do Rio de Janeiro (America, Bonsucesso, Bangu, Associação Atlética Portuguesa, Flamengo, Vasco da Gama, Botafogo e Fluminense), além de Ponte Preta, Corinthians, Sport, Santa Cruz, Náutico,  Desportiva e da Seleção Brasileira de Futebol no Campeonato Sul-Americano de 1959. Gentil Cardoso conseguiu ser campeão pernambucano nas três grandes equipes da capital.
Também era Oficial reformado da Marinha.

## Carreira

### Início como jogador e técnico
Nascido no Recife, no bairro da Torre, fugiu de casa aos 13 anos e foi para o Rio de Janeiro, onde fez "bicos" como engraxate, garçom, motorneiro de bonde, padeiro e carregou caixotes no Mercado Municipal. Em 1916, decidiu se alistar na Marinha.
Sua trajetória no futebol começou como jogador defendendo rapidamente o São Cristóvão, o Palmeiras Atlético Clube, da Quinta da Boa Vista, e mais adiante o Syrio e Libanez Athletico Club, da Tijuca, onde permaneceu por mais tempo. Ao longo da década de 1920, conciliou a carreira no esporte com o expediente na Marinha Mercante, de onde tirava seu sustento.
Após uma de suas viagens à Inglaterra, onde observou a evolução do futebol, assumiu o comando do Syrio e Libanez e utilizou o pequeno clube como cobaia para suas experiências com o que havia aprendido lá fora. No campeonato de 1930, o Syrio de Gentil terminou na sétima colocação entre 11 clubes, mas faria ali sua despedida, fechando o departamento de futebol.
Em 1931 e 1932 foi técnico do Bonsucesso, para onde levou Leônidas da Silva. No primeiro ano, terminou no mesmo sétimo lugar do Syrio no ano anterior, mas teve o melhor ataque do torneio, com 58 gols em 20 jogos. No ano seguinte, venceu por 3 a 1 o Palestra Itália no Parque Antártica, tornando-se o primeiro carioca a vencer no estádio. Neste período, foi o primeiro treinador do futebol brasileiro a aplicar a formação WM.
Passou em 1933 pelo Olaria e foi técnico do America em 1934. Ao sair do America em 1934, por não ter concordado com a contratação de jogadores argentinos, voltou ao Bonsucesso para mais duas temporadas antes de ser transferido ao Rio Grande do Sul pela Marinha. Nos três anos no Sul, comandou o Riograndense em 1937 (onde foi campeão citadino e do interior e vice estadual) e o Cruzeiro de Porto Alegre, onde treinaria o clube em 1938 e 1939.
Gentil ingressou na Escola Nacional de Educação Física assim que voltou ao Rio e tirou diploma de técnico de futebol, somando-se ao que já tinha como engenheiro. Teve nova oportunidade no Bonsucesso, até 1941. Surgiu uma nova oportunidade no America, em 1942, onde chegaria ao terceiro lugar no Carioca em 1945.
Ingressou no Fluminense no final de 1945, onde conquistaria o seu primeiro campeonato estadual ao vencer o Campeonato Carioca de 1946. O bicampeonato não veio em 1947 e voltou mais uma vez ao Bonsucesso.
Teve uma rápida passagem pelo Corinthians, onde treinou o Timão em 22 jogos com 13 vitórias, três empates e seis derrotas.
Treinou o Olaria, antes de ingressar no Flamengo em setembro de 1949, permanecendo até julho de 1950. Dirigiu o Flamengo em 56 jogos com 36 vitórias, 12 empates e oito derrotas.
Ainda em 1950, ele voltaria ao futebol gaúcho e ao Cruzeiro de Porto Alegre, antes de retornar para mais uma passagem pelo Bonsucesso no ano seguinte.
Chegou pela primeira vez ao Vasco em 1940, depois em 1952, no lugar de Oto Glória. Ao fim do campeonato, em 20 jogos, somaria 17 vitórias, dois empates e só uma derrota, para o Fluminense ainda na quinta rodada e garantiu o título com uma rodada de antecipação. De lá, seguiu para o Botafogo. E voltaria a treinar o Vasco pela terceira vez em 1967, assim sendo sua última passagem em São Januário.

### Gentil e Garrincha
Gentil Cardoso foi o primeiro técnico profissional a treinar o jogador Mané Garrincha. A contratação do ponta botafoguense rendeu uma história curiosa. 
No dia em que Mané realizou seu primeiro treino no clube, Gentil não compareceu a General Severiano. Quem comandou a prática foi o filho do treinador, Newton, que não tinha poder algum para oficializar a negociação. Mas, para sorte dos botafoguenses, o treinador apareceu no vestiário quando os jogadores já estavam trocados.
Diante da insistência de Nilton Santos, que tomou um vareio de Garrincha do treino, voltaram para o campo para que Mané fosse avaliado novamente. Depois de entortar a todos, o ponta foi contratado imediatamente com o aval de Gentil.

### Rumo ao Nordeste
Em 1955, o técnico trabalharia pela primeira vez em seu estado natal ao dirigir o Sport, que buscava o título estadual no ano de seu cinquentenário. Com um time quase inteiro trazido do futebol carioca, o objetivo foi alcançado.
Ainda em 1955, esteve no Bonsucesso, substituindo Sylvio Pirillo, colocando a equipe entre os seis melhores no Carioca de 1955. Dirigiu o Bangu pela primeira vez, ficando por quase dois anos, entre março de 1957 e fevereiro de 1959. No mesmo ano, ainda passou pela Ponte Preta.
Também conduziu o rival Santa Cruz, em 1959, ao título.
Em dezembro de 1959 Gentil chegou à Seleção Brasileira, onde o Brasil foi representado integralmente por atletas de clubes pernambucanos no Campeonato Sul-Americano Extra, em Guayaquil, no Equador. Gentil entrou para a história como o primeiro e único treinador negro a dirigir a seleção em um torneio oficial.
Foi o primeiro negro a trabalhar no futebol do Náutico em 1960, onde também conquistou o título estadual.
Gentil levaria o Paysandu ao bicampeonato paraense em 1961 e 1962, antes de partir para o Sporting de Portugal em julho de 1963, onde não duraria até o fim daquela temporada, sendo demitido em março de 1964 e conquistando apenas a Taça de Honra. Foi com o brasileiro que o time português promoveu a maior goleada da história das competições europeias até hoje: um 16x1 sobre o APOEL, na Taça das Taças da UEFA.
De Portugal, veio para a Portuguesa do Rio. Em 1965, esteve na Desportiva, no America e no Bangu. No ano seguinte, voltaria ao Santa Cruz e em 1967, treinaria o Campo Grande antes de ter uma terceira e rápida passagem pelo Vasco. Em 1968, andou de novo pelo Paysandu antes de ter outra experiência no exterior, comandando o El Nacional, de Quito. E no fim de 1969, assinaria com o São Cristóvão, mas um problema de saúde acabaria impedindo Gentil de assumir efetivamente o comando do time. As complicações de uma úlcera gástrica levariam o treinador a falecer em 1970.

### Termos e Frases
Também ficou conhecido mundialmente pelas suas frases de efeito. Perguntado por um repórter sobre suas chances de vitória contra o Vasco, no estadual de 1964, o técnico, na época dirigindo a Portuguesa carioca, respondeu: "Vai dar zebra", numa alusão ao jogo do bicho (no qual a zebra não existe), consagrando a expressão para definir um "azarão".
Outros termos famosos foram “cobra” para o jogador perigoso, geralmente um meia ou atacante; e “brincar nas onze” para o atleta capaz de exercer múltiplas funções.
Outras frases de Gentil foram:
- "Quem se desloca recebe, quem pede tem preferência";[1][6]
- "O craque trata a bola de você, não de excelência";[1][6]
- "Só me chamam pra enterro, ninguém me convida pra comer bolo de noiva" (em alusão ao fato de raras vezes ter sido chamado para treinar equipes bem formadas, quase sempre só era lembrado para assumir o comando de times em crise).[1]
- "Se a bola é feita de couro, se o couro vem da vaca e se a vaca come capim, então a bola gosta de rolar na grama[5] e não ficar lá por cima; portanto, meus filhinhos, vamos jogar com ela no chão";[1][9]
- “É obrigação do técnico enxergar o que se passa na alma dos jogadores. Ele tem que ser guia e fazedor de milagres. Mestre e curandeiro. Dar vista aos cegos e muletas aos aleijados”;[5]
- “A vitória não exige explicações, a derrota não merece desculpas, o empate não significa superioridade”.[5]

A sua frase ao iniciar os trabalhos no Fluminense foi o símbolo da conquista do Campeonato Carioca de 1946:
"Deem-me Ademir, que eu lhes darei o campeonato."
Nos treinamentos, era comum utilizar-se de um megafone para falar com os atletas.

## Títulos
America
- Torneio Relâmpago: 1945

Fluminense
- Campeonato Carioca: 1946

Corinthians
- Taça Cidade de São Paulo: 1948

Vasco da Gama
- Campeonato Carioca: 1952

Botafogo
- Torneio Interestadual: 1954

Sport
- Campeonato Pernambucano: 1955

Santa Cruz
- Campeonato Pernambucano: 1959

Náutico
- Campeonato Pernambucano: 1960